# Régiment de hussards de la Garde impériale (Russie)
Le régiment de hussards de la Garde impériale (en russe : Лейб-гвардии Гусарский Его Величества полк) était un régiment de cavalerie de la garde impériale russe.

## Historique
Fin 1774 l’impératrice Catherine II charge le prince Potemkine de former pour son service un escadron de hussards, fort de 130 hommes, et deux détachements cosaques d’escorte. L’escadron reçut le nom de hussards de la garde, les détachements cosaques - Don et Tchougouïev.
Le 7 novembre 1796 (18 novembre dans le calendrier grégorien) l’escadron et les détachements sont renforcés et deviennent le régiment des hussards et cosaques de la garde. Il compte alors deux escadrons de hussards et deux de cosaques. En janvier 1798 le régiment est divisé en deux : un régiment des hussards de la garde et un régiment de cosaques de la Garde impériale.
En 1802, après l’avènement d’Alexandre Ier le régiment de hussards est réorganisé en 5 escadrons et cantonné à Krasnoïe Selo et Pavlovsk. En janvier 1813 le nombre d’escadrons passe à 6 et un escadron de réserve est créé. De retour de la campagne de France le régiment prend garnison à Tsarskoïe Selo.
Le régiment participe aux guerres russo-turques de 1828 et 1877, à la campagne de Pologne de 1831 ainsi qu’à la Première Guerre mondiale.
Le 8 mai 1918 le régiment est dissout mais une partie de ses hommes maintient ses traditions au sein des Forces Armées du Sud de la Russie dans le cadre de diverses unités de cavalerie de la garde.

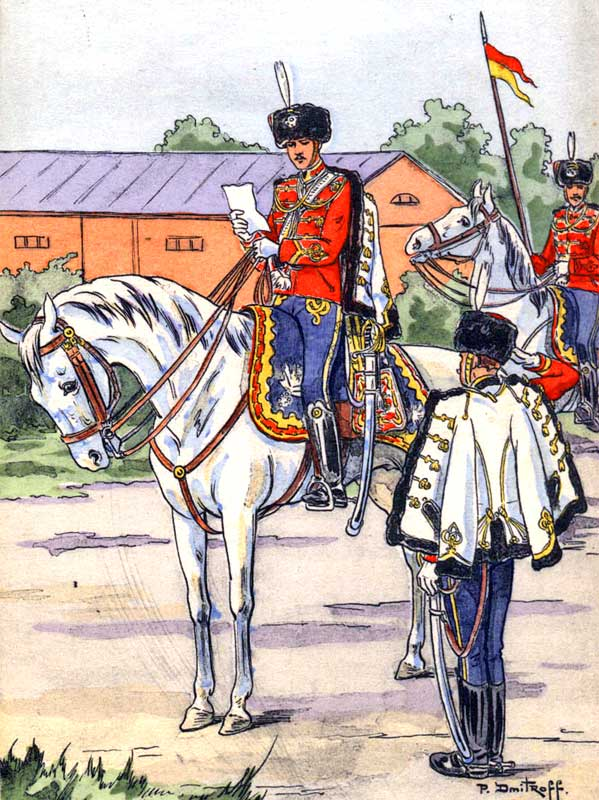
Hussard de la garde, carte postale de 1914.
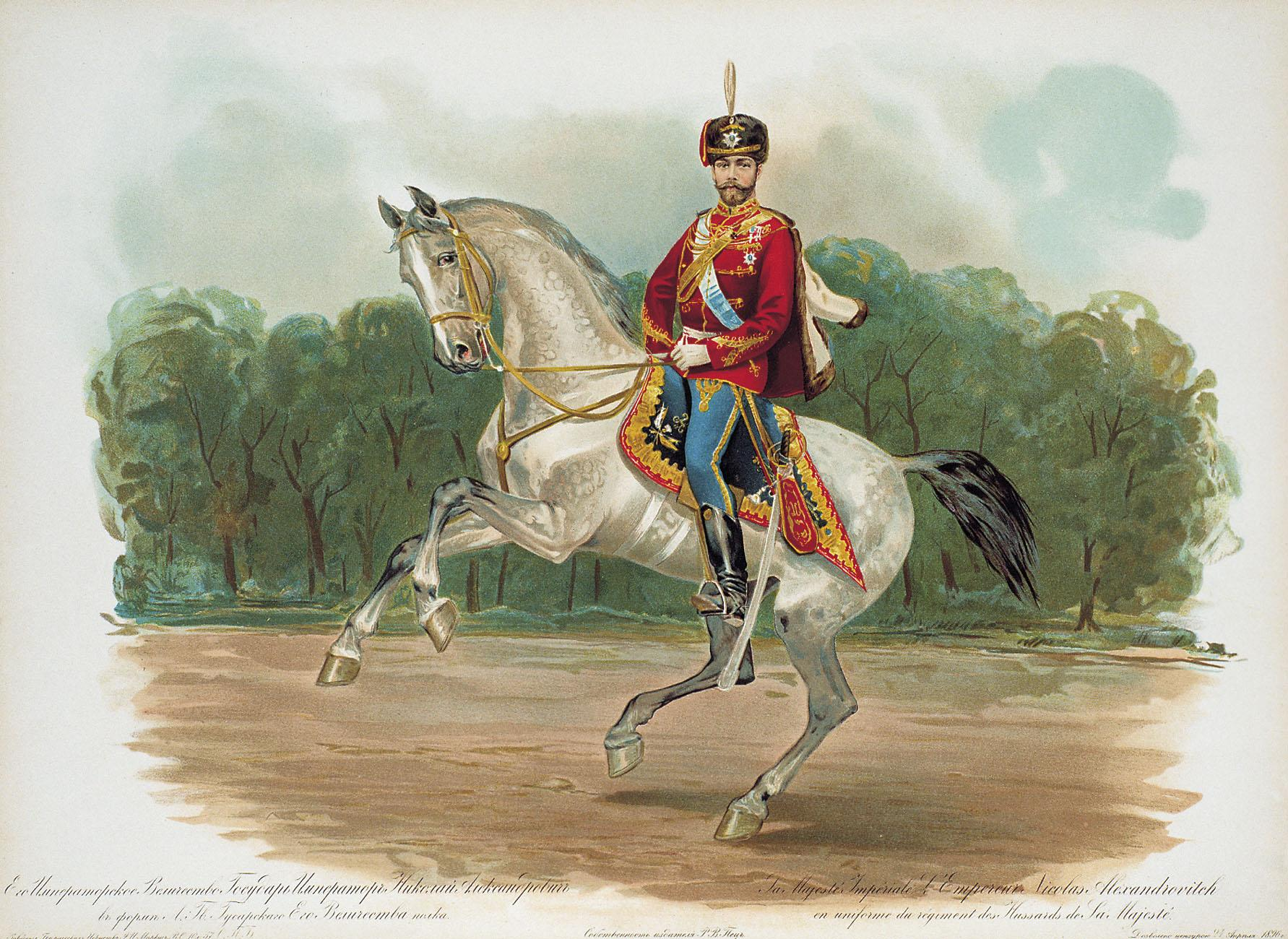
Nicolas II en uniforme de hussard de la garde, 1896.
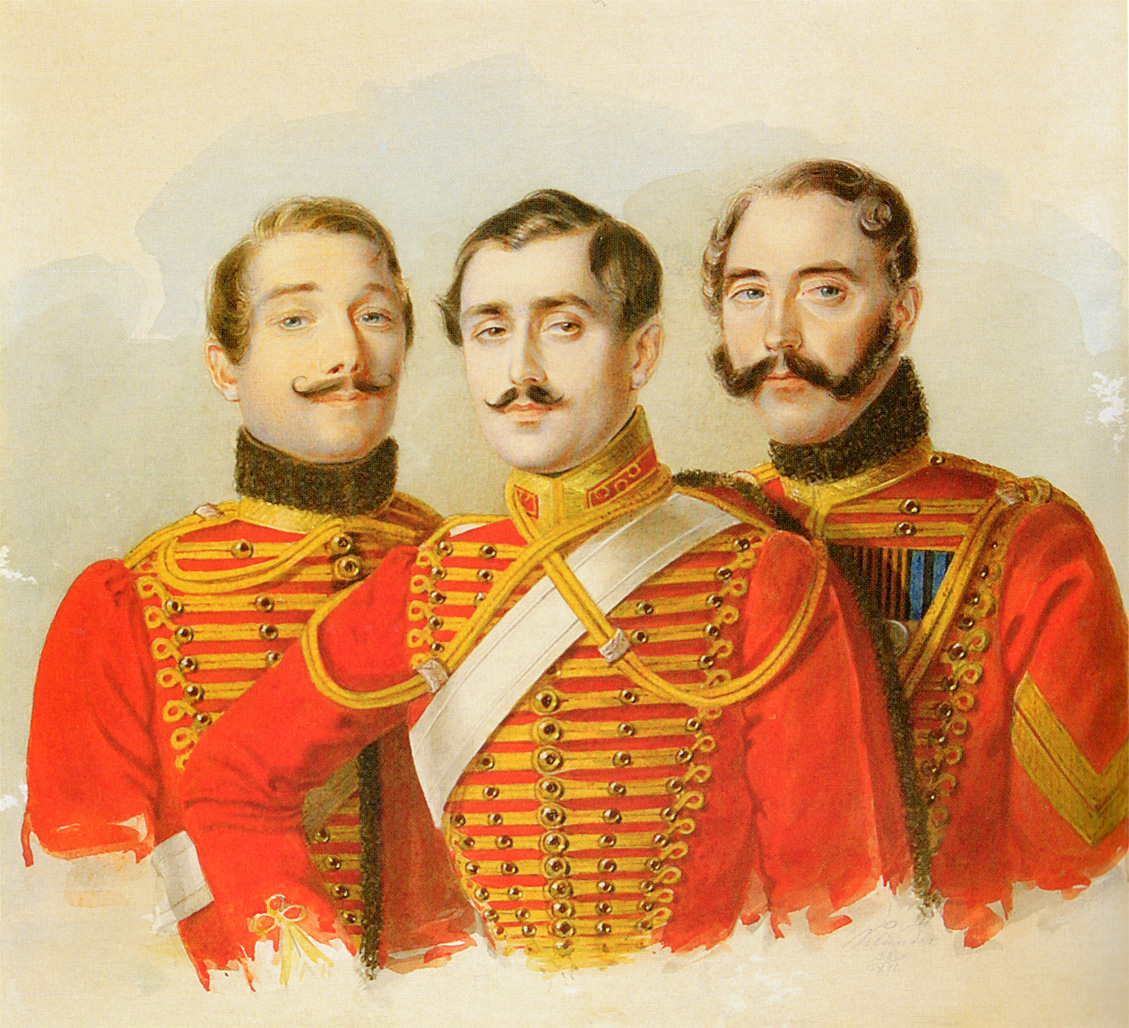
Sous-officiers du régiment de hussards de la garde, 1838.
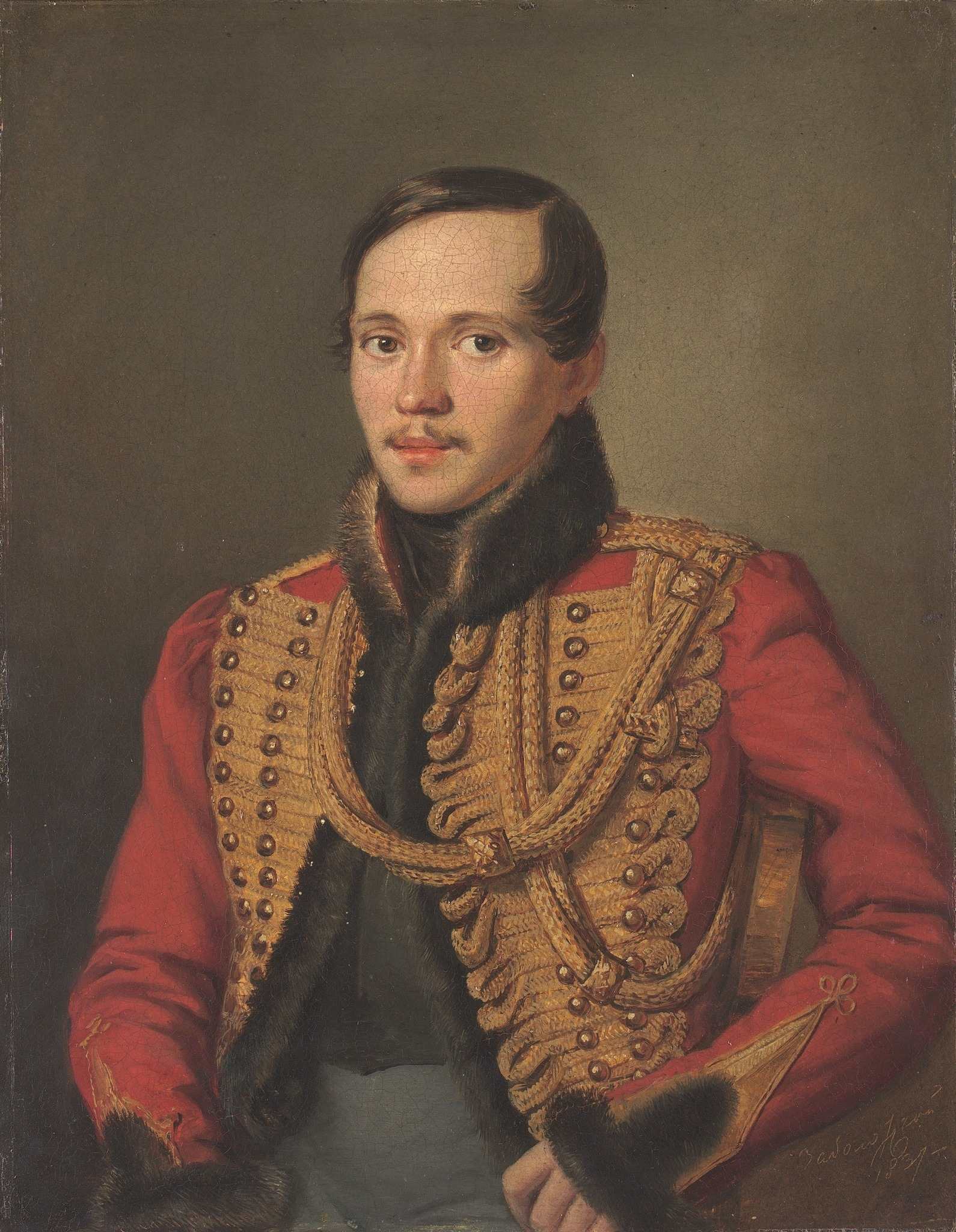
Mikhaïl Lermontov en uniforme du régiment.

## Personnalités ayant servi dans le régiment
- Mikhaïl Lermontov, poète.
- Oleg Constantinovitch de Russie, seul membre de la famille impériale tombé lors de la Première Guerre mondiale.